# Фендрих, Надин
Надин Фендрих (нем. Nadine Fähndrich; род. 16 октября 1995, Шварценберг, Люцерн) — швейцарская лыжница, призёр чемпионатов мира,  участница Олимпийских игр 2018 и 2022 годов, победитель этапа Кубка мира, трёхкратный призер чемпионата мира среди юниоров.

## Биография
Надин Фендрих дебютировала на Кубке мира по лыжным гонкам 13 декабря 2015 года, на родной трассе в Давосе, когда ей было всего 20 лет. Старт прошел успешно, в первой же гонке она заняла 22 место. На Чемпионате мира среди юниоров-2016 в Румынии она выиграла серебряную медаль в спринте. Спустя год, Надин уже принимала участие во взрослом Чемпионате мира в Лахти. 
В феврале 2018 года Надин приняла участие в Чемпионате мира среди юниоров в швейцарском Гомсе, где завоевала серебро в спринте и бронзу в гонке на 10 км классикой. Спустя пару недель спортсменка дебютировала на Олимпийских играх, которые проходили в Пхёнчхане. Дважды финишировав в топ-30 в личных гонках, и дважды в топ-10 в командных видах (лучшее место - четвертое, в командном спринте).
Первый подиум на этапе Кубка мира швейцарка завоевала 17 февраля 2019 года в итальянском Коне, в гонке на 10 км классикой, где она заняла второе место.
Первая победа на этапе Кубка мира пришла к Надин 19 декабря 2020 года в спринтерской гонке в Дрездене.

## Результаты на крупнейших соревнованиях

### Зимние Олимпийские игры
| Олимпийские игры | Спринт | Командный спринт | 10 км раздельный старт | 7,5+7,5 км | 30 км масс-старт | Эстафета |
| ---------------- | ------ | ---------------- | ---------------------- | ---------- | ---------------- | -------- |
| 2018 Пхёнчхан    | 20     | 4                | —                      | 27         | —                | 7        |
| 2022 Пекин       | 5      | 7                | 22                     | —          | —                | 7        |

### Чемпионаты мира по лыжным видам спорта
| Чемпионат мира  | Спринт | Командный спринт | 10 км раздельный старт | 7,5+7,5 км | 30 км масс-старт | Эстафета |
| --------------- | ------ | ---------------- | ---------------------- | ---------- | ---------------- | -------- |
| 2017 Лахти      | 25     | 7                | 25                     | —          | —                | 7        |
| 2019 Зефельд    | 7      | 8                | 5                      | —          | —                | 10       |
| 2021 Оберстдорф | 33     | 2                | —                      | —          | —                | —        |
| 2023 Планица    | 9      | 5                | 8                      | —          | —                | 10       |

## Победы на этапахКубка мира
| № | Дата       | Место соревнований      | Дисциплина                 |
| - | ---------- | ----------------------- | -------------------------- |
| 1 | 17.12.2020 | Дрезден, Германия       | Спринт, свободный стиль    |
| 2 | 09.12.2022 | Бейтостёлен, Норвегия   | Спринт, классический стиль |
| 3 | 17.12.2022 | Давос, Швейцария        | Спринт, свободный стиль    |
| 4 | 31.12.2022 | Валь-Мюштайр, Швейцария | Спринт, свободный стиль    |
| 5 | 03.01.2025 | Валь-ди-Фьемме, Италия  | Спринт, классический стиль |

## Личная жизнь
Младший брат Надин - Серил Фендрих (род.27 сентября 1999 года), тоже занимается лыжными гонками и участвует в Кубке мира.